# Detlev Ipsen
Detlev Ipsen (* 2. Juli 1945 in Innsbruck; † 18. Februar 2011 in Kassel) war ein deutscher Soziologe österreichischer Herkunft.

## Leben und Wirken

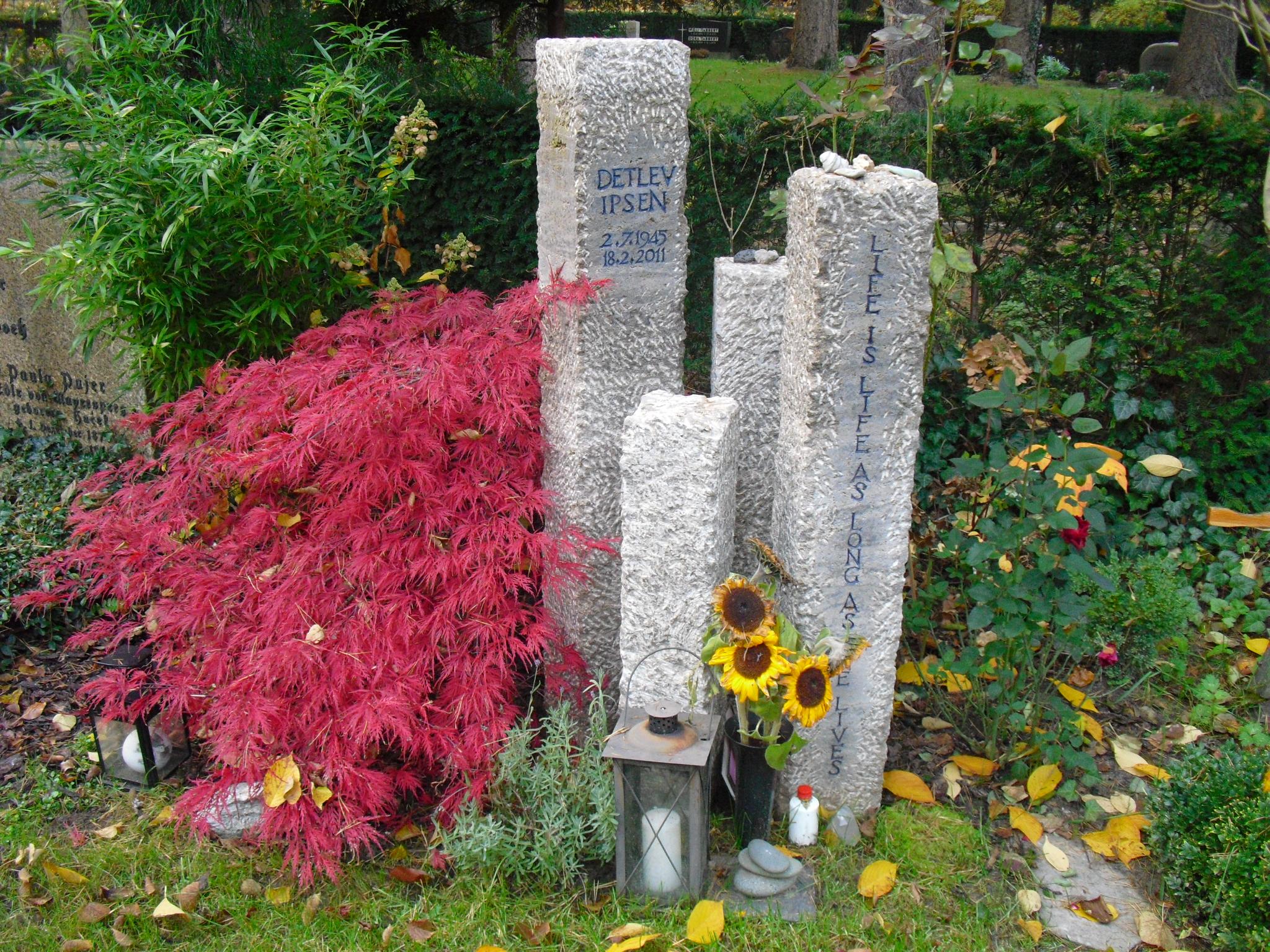
Grab von Detlev Ipsen auf dem Friedhof Heerstraße in Berlin-Westend

Ipsen, Sohn des österreichischen Soziologen Gunther Ipsen, studierte ab 1965, zunächst an der Universität München, Soziologie, Ethnologie und Psychologie. Sein Studium setzte er in Wien fort, um 1969 sein Diplom in Mannheim zu machen. Nach einer Assistententätigkeit in Mannheim bildete er sich ab 1973 in Statistik und Methoden der empirischen Sozialforschung in Ann Arbor und Colchester fort, um sich 1973 in Mannheim mit einer organisationssoziologischen Zeitbudgetstudie zu promovieren.
1979 wurde er als Professor für Stadt- und Regionalsoziologie an die Universität Kassel berufen, wo er bis 2010 lehrte. In seiner Forschung befasste er sich mit Fragen der Umwelt und der Migration sowie mit Fragen der Raumwahrnehmung. Die Rolle der Selbstregulation in der Stadtentwicklung untersuchte er an den Beispielen Athen und San Juan (Costa Rica). Über Probleme der Regionalentwicklung arbeitete er zum Vogelsberg ebenso wie zu Ecuador und Bolivien.
Ipsen war Mitglied im Arbeitskreis Auswahlverfahren Endlagerstandorte AkEnd.
Detlev Ipsen starb im Februar 2011 im Alter von 65 Jahren in Kassel. Sein Grab befindet sich auf dem landeseigenen Friedhof Heerstraße in Berlin-Westend (Grablage: 16-G-13/14).

## Schriften (Auswahl)
- Markt und Raum Frankfurt a. M. 1986
- Raumbilder.  Centaurus-Verlags-Gesellschaft, Pfaffenweiler 1997, ISBN 3-8255-0179-5.
- Wasserkultur (mit Georg Cichorowski und Engelbert Schramm) Berlin 1998
- Soziologie des Raumes: Räume der Gesellschaft – soziologische Perspektiven (mit Dieter Läpple) Hagen 2002
- Ort und Landschaft Wiesbaden 2006
- Vielfalt fördern und Zusammenhalt stärken: fünf Anforderungen an eine bezirkliche Integrationspolitik in Berlin-Neukölln (mit Herbert Glasauer). Kassel 2008